# Moritz Leuenberger
Moritz Leuenberger (Bienna, 21 de Setembro de 1946) é um político da suíço. Ele foi eleito para o Conselho Federal suíço em 27 de Setembro de 1995. Foi Presidente da Confederação suíça em 2001 e 2006.

## Vida
Leuenberger foi eleito para o Conselho Federal em 27 de setembro de 1995 como membro do Partido Social Democrata (SP/PS) do Cantão de Zurique. De 1991 a 1995, foi membro do governo do Cantão de Zurique.
Desde 1995, Leuenberger dirige o Departamento Federal de Meio Ambiente, Transporte, Energia e Comunicações (Meio Ambiente e Comunicações foram acrescentados ao nome do departamento em 1998).
Leuenberger é casado com a arquiteta Gret Loewensberg desde 2003.
Em uma cerimônia em Bruxelas, a Comunidade das Ferrovias Européias e a Union des Industries Ferroviaires Européennes apresentaram os Prêmios Ferroviários Europeus de 2009 em 20 de janeiro de 2009. Leuenberger recebeu o Prêmio Político por seu trabalho para construir e manter uma política de transporte sustentável.
Em 9 de julho de 2010, Leuenberger anunciou que deixaria o Conselho Federal em 31 de dezembro de 2010. Nessa época, Hans-Rudolf Merz também deveria renunciar e houve conversas entre os dois sobre a renúncia juntos. A renúncia de Leuenberger foi uma surpresa completa. Um mês depois, em 6 de agosto de 2010, Hans-Rudolf Merz também anunciou sua renúncia para outubro. Isso levou à situação de que o parlamento teria que eleger um novo Conselho Federal tanto em setembro como em novembro. Para evitar essa situação, Leuenberger anunciou que alteraria sua renúncia para permitir apenas uma eleição para os dois novos conselheiros.

## Trabalhos
- Die Rose und der Stein : Grundwerte in der Tagespolitik: Reden und Texte, Zürich 2002. ISBN 3-85791-399-1
- Träume und Traktanden – Reden und Texte, 6. Aufl., Zürich 2002. ISBN 3-85791-348-7